# William Kelly Harrison

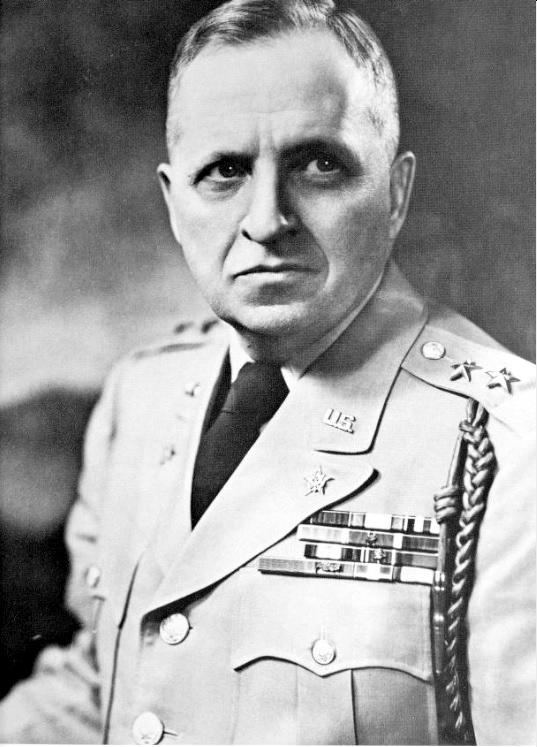
William K. Harrison Jr.

William Kelly Harrison Jr. (* 7. September 1895 in Washington, D.C.; † 25. Mai 1987 in Bryn Mawr, Montgomery County, Pennsylvania) war ein Generalleutnant der United States Army. Er war unter anderem Kommandeur der 2. und der 9. Infanteriedivision.
Harrison war ein Sohn von William Kelly Harrison (1870–1928) und dessen Frau Kate Harris (1872–1967). Der Vater war ein hochrangiger Marine-Offizier. Die in einigen Quellen angegebene direkte Abstammung vom ehemaligen Präsidenten William Henry Harrison lässt sich, zumindest in direkter männlicher Linie, genealogisch nicht nachweisen.
In den Jahren 1913 bis 1917 durchlief er die United States Military Academy in West Point. Nach seiner Graduation wurde er als Leutnant der Kavallerie zugeteilt. In der Armee durchlief er anschließend alle Offiziersränge vom Leutnant bis zum Drei-Sterne-General. Im Lauf seiner militärischen Karriere absolvierte er verschiedene Kurse und Schulungen. Dazu gehörten unter anderem die Army Cavalry School, das United States Army War College und das Command and General Staff College.
In seinen jüngeren Jahren absolvierte er den für Offiziere in den niederen Rangstufen üblichen Dienst in unterschiedlichen Einheiten und Standorten. Dazu gehörten auch Aufgaben als Stabsoffizier in verschiedenen Hauptquartieren. Gleich zu Beginn seiner Laufbahn wurde Harrison zum 1. Kavallerieregiment versetzt, mit dem er an der mexikanischen Grenze stationiert wurde, wo es damals zu Spannungen mit dem Nachbarstaat kam. Am Ersten Weltkrieg nahm er nicht aktiv teil.
Anfang der 1920er Jahre kehrte Harrison an die Militärakademie nach West Point zurück, wo er die Fächer Französisch und Spanisch unterrichtete. Nach zwischenzeitlich anderen Verwendungen war Harrison zwischen 1926 und 1932 auf den Philippinen stationiert. In den 1930er Jahren setze er seine Offizierslaufbahn an verschiedenen Standorten fort. Zwischenzeitlich war er auch als Dozent an einigen Militärschulen tätig. In den Jahren 1938 und 1939 war Harrison Stabsoffizier beim 6. Kavallerieregiment in Fort Oglethorpe in Georgia.
Zwischen dem 16. August 1939 und dem 20. Mai 1942 gehörte Harrison in verschiedenen Funktionen der Stabsabteilung G3 (Operationen) im Kriegsministerium an. In diese Zeit fiel der amerikanische Eintritt in den Zweiten Weltkrieg. Nach seiner Zeit im Kriegsministerium wurde Harrison zum Stab der 78. Infanteriedivision versetzt. Diese wurde damals noch in den Vereinigten Staaten auf einen zukünftigen Kriegseinsatz vorbereitet. Harrison verblieb bis zum 31. Dezember 1942 bei dieser Einheit.
Daran schloss sich eine Versetzung zum Stab der 30. Infanteriedivision an. Auch diese Division befand sich zunächst noch in der Vorbereitung auf zukünftige Kampfeinsätze. Im Februar 1944 wurde sie nach England verlegt und im Juni 1944 landete sie kurz nach der Landung der Alliierten in der Normandie am Omaha Beach. In der Folge drangen die 30. Division und mit ihr William Harrison durch Frankreich nach Deutschland vor. Dabei nahmen sie an mehreren Schlachten teil, wobei Harrison verwundet wurde und im Militärkrankenhaus in Versailles behandelt werden musste. Danach kehrte er zu seiner Division zurück, mit der er nun an der Besetzung Deutschlands teilnahm. Bis Juni 1945 war er in Magdeburg stationiert.
Zwischen Juni und September 1945 war Harrision als Brigadegeneral Interims-Kommandeur der 2. Infanteriedivision, die damals aus ihrem letzten europäischen Einsatzgebiet in der Tschechoslowakei in die Vereinigten Staaten zurückverlegt wurde. Dort wurde sie für die geplante Invasion Japans vorbereitet. Dazu kam es aufgrund des dortigen Waffenstillstands nicht mehr. Nachdem Edward Almond im September 1945 das Kommando über die 2. Infanteriedivision übernommen hatte, wurde Harrison dessen Stellvertreter. Dieses Amt hatte er bis April 1946 inne. Danach befehligte er für einige Monate das Camp Carson in Colorado.
Im November 1946 wurde William Harrison nach Japan versetzt, wo er bis Dezember 1948 in verschiedenen Funktionen tätig war. Zwischen Dezember 1948 und Mai 1950 war er als Leiter der Armed Forces Information & Education Division Stabsoffizier im Heeresministerium. Danach erhielt er das Kommando über die 9. Infanteriedivision in Fort Dix in New Jersey. Dieses Amt bekleidete er von September 1950 bis Dezember 1951. Damit war gleichzeitig das Kommando über den Militärstützpunkt Fort Dix verbunden. Anschließend wurde er nach Südkorea versetzt, wo er bis 1953 zur Zeit des Koreakriegs stellvertretender Kommandeur der 8. Armee war. Zwischenzeitlich war er damals Mitglied der amerikanischen Delegation bei Gesprächen über einen Waffenstillstand. Er gehörte damit auch zu den Unterzeichnern des dann geschlossenen Abkommens. In der Heimat wurde er für seine damalige Rolle als Friedensbringer gefeiert. Anschließend war Harrison bis 1954 Stabschef des US Far East Commands in Japan.
Zwischen Juni 1954 und Januar 1957 kommandierte William Harrison den US Caribbean Command. Dessen Hauptquartier befand sich am Panamakanal. Nach dem Ende dieses Kommandos kehrte Harrison im Januar 1957 in die Vereinigten Staaten zurück. Wenig später trat er in den Ruhestand.
Harrison verbrachte einen großen Teil seines Lebensabends in Chicago. Dort war er bis 1960 geschäftsführender Direktor der Evangelical Child Welfare Agency. Zudem engagierte er sich in der Officers' Christian Fellowship, einer 1943 gegründeten christlichen Organisation für Militärs und Familienangehörige. Harrison war bis 1972 deren Präsident und wurde dann Ehrenpräsident auf Lebenszeit. Er starb am 25. Mai 1987 in einem Pflegeheim in Pennsylvania und wurde mit militärischen Ehren auf dem amerikanischen Nationalfriedhof Arlington beigesetzt.

## Orden und Auszeichnungen
William Harrison erhielt im Lauf seiner militärischen Laufbahn unter anderem folgende Auszeichnungen:
- Distinguished Service Cross
- Army Distinguished Service Medal
- Navy Distinguished Service Medal
- Silver Star
- Legion of Merit
- Bronze Star Medal
- Purple Heart
- World War I Victory Medal
- American Defense Service Medal
- American Campaign Medal
- European-African-Middle Eastern Campaign Medal
- World War II Victory Medal
- Army of Occupation Medal
- National Defense Service Medal
- Korean Service Medal
- Companion des Order of the Bath (Großbritannien)
- Companion des Distinguished Service Order (Großbritannien)
- Orden der Ehrenlegion (Frankreich)
- Croix de Guerre (Frankreich)
- Orden von Oranien-Nassau (Niederlande)
- Rotbannerorden (Sowjetunion)
- United Nations Service Medal Korea (UNO)
- Ordem do Mérito Militar (Brasilien)
- Orden al Mérito (Chile)
- Order of Vasco Núñez de Balboa (Panama)